# Borda (náutica)

En náutica, la borda es el parapeto que rodea la cubierta principal de un barco, y que constituye la parte más elevada del casco.

## Etimología
Borda del francés bord.

## Descripción
En la construcción naval europea, la borda está fijada exteriormente al armazón. En la antigüedad, los elementos de la borda eran montados antes de insertarlos en el armazón.
Puede ser de madera, de acero, o de goma, en todo caso ha de tener estanqueidad. Debe soportar las fuerzas del mar y en cierta medida impactos mínimos cuando el barco está atracado. Esto representa el fortalecimiento del trancanil o de las gruesas planchas que se extienden a lo largo de un barco de madera, en y por encima de la cubierta principal, que se acomodó para el uso de las de baterías de artillería en los buques de guerra.

## Definiciones
- En los barcos de madera, la borda, permanece en el interior de la traca cinta —última traca superior del forro exterior del casco— independientemente del uso de artillería.

- En los barcos modernos, la borda es el borde superior del lado donde suele haber algún tipo de refuerzo.

- En una canoa, la borda es típicamente el borde ensanchado en la parte superior del lado de la embarcación, donde es reforzado el borde con madera, plástico o aluminio.

- En un narrowboat o barco de canal, la borda es sinónimo de cubierta lateral -un estrecho saliente que recorre toda la longitud de los costados del barco-, permitiendo a una persona (con precaución) caminar por el lado de la cabina, por lo general con la ayuda de un pasamanos montado en el techo.